# Hostal del Sol (Arenys de Munt)
L'Hostal del Sol és una obra d'Arenys de Munt (Maresme) inclosa a l'Inventari del Patrimoni Arquitectònic de Catalunya.

## Descripció
Masia de planta baixa, pis i golfes. L'estructura és de planta basilical, amb el cos central aixecat. La coberta és a dues aigües. A la planta baixa hi ha una porta d'arc de mig punt, una obertura petita i una finestra en el primer pis. Sobre la porta hi ha un balcó i dues finestres, una a cada costat. La part més alta de la façana té una petita obertura.
La façana presenta esgrafiats, però solament es conserven els de la part de dalt; a la planta baixa han desaparegut.